# Hadena xanthocyanea
Hadena xanthocyanea är en fjärilsart som beskrevs av Jacob Hübner 1819. Hadena xanthocyanea ingår i släktet Hadena och familjen nattflyn. Inga underarter finns listade i Catalogue of Life.